# Зимбру стадион
Зимбру стадион је фудбалски стадион у граду Кишињеву, Молдавија. Домаћин стадиона је фудбалски клуб Зимбру и Фудбалска репрезентација Молдавије. Капацитет стадиона је 10.400 седећих места.
Стадион је коштао 11 милиона еура.